# Іріс Таннер
Іріс Таннер (англ. Vera Tanner, 20 листопада 1906 — 22 лютого 1971) — британська плавчиня.
Призерка Олімпійських Ігор 1924, 1928 років.